# Oh, What a Mighty Time
| Recensione              | Giudizio |
| ----------------------- | -------- |
| AllMusic                | [ 3 ]    |
| Dizionario del Pop-Rock | [ 4 ]    |

Oh, What a Mighty Time è il settimo album dei New Riders of the Purple Sage, pubblicato dalla Columbia Records nell'ottobre del 1975.

## Tracce

### LP
Lato A
1. Mighty Time – 5:09 (Don Nix)
2. I Heard You Been Layin' My Old Lady – 3:22 (Bob Weir)
3. Strangers on a Train – 2:43 (Kim Fowley, Skip Battin)
4. Up Against the Wall, Redneck – 3:12 (Ray Wylie Hubbard)
5. Take a Letter, Maria – 4:05 (R.B. Greaves)

Lato B
1. Little Old Lady – 2:48 (Richard Wilbur)
2. On Top of Old Smoky – 2:58 (Tradizionale, arrangiamento e adattamento di Frank Wakefield)
3. Over & Over – 3:08 (John Dawson)
4. La Bamba – 3:42 (Tradizionale, arrangiamento e adattamento dei New Riders of the Purple Sage)
5. Going Round the Horn – 3:32 (Frank Wakefield, John Dawson)
6. Farewell Angelina – 2:38 (Bob Dylan)

## Formazione
- John Dawson - chitarra, voce, autoharp, mouth harp, baby guitar, percussioni, siren (acme)
- David Nelson - chitarra, voce, percussioni
- Buddy Cage - chitarra pedal steel
- Skip Battin - basso, voce, percussioni
- Spencer Dryden - batteria, percussioni, voce

Musicisti aggiunti
- Jerry Garcia - chitarra (brani: Mighty Time, Take a Letter, Maria e Little Old Lady)
- Sly Stone - voce, organo, pianoforte (brano: Mighty Time)
- Jeff Narell - steel drum (brano: Over & Over)
- Ray Pack - fiddle (brano: Going Round the Horn)
- Glide Memorial Church Choir - cori (brano: Mighty Time)
- St. Beulah's Church Choir - cori (brano: Mighty Time)
- Bootché Anderson - accompagnamento vocale (brani: Strangers on a Train, Up Against the Wall, Redneck, Take a Letter, Maria e Little Old Lady)
- Marilyn Scott - accompagnamento vocale (brani: Strangers on a Train, Up Against the Wall, Redneck, Take a Letter, Maria e Little Old Lady)
- Pepper Watkins - accompagnamento vocale (brani: Strangers on a Train, Up Against the Wall, Redneck, Take a Letter, Maria e Little Old Lady)
- Andrea Ahlgren - accompagnamento vocale (brano: Over & Over)
- Lucha Cardenas - accompagnamento vocale (brani: Over & Over e La Bamba)
- Pattie Santos Cockrell - accompagnamento vocale (brani: Over & Over e La Bamba)
- Peña Blanca - accompagnamento vocale (brani: Over & Over e La Bamba)
- The Senator - accompagnamento vocale (brano: Over & Over)

Note aggiuntive
- Bob Johnston - produttore
- Registrazioni effettuate al Record Plant di Sausalito (California), luglio-agosto 1975
- Ben Tallent - ingegnere delle registrazioni
- Tom Anderson e Deni King - assistenti ingegnere delle registrazioni
- George Horn - mastering
- Dale Franklin - manager
- Robbie Cook e Bruce Hendricks - crew
- Maruska Greene - segretaria
- Christine Kelly - the bank
- Agenzia: Magna Artists Ron Rainey
- Joe Garnett - illustrazione copertina frontale album originale
- Ron Kriss - illustrazione retrocopertina album originale
- Herb Greene - fotografie copertina frontale e interno copertina album originale
- Tyler Thornton - fotografia retrocopertina album originale
- Bob DeSanton - riproduzione colori copertina album originale
- Ron Coro - design copertina album originale[6]

## Classifica
Album
| Anno | Classifica    | Posizione raggiunta |
| ---- | ------------- | ------------------- |
| 1975 | Billboard 200 | 144                 |